# Breust
Breust (en limbourgeois Breusj) est un hameau située dans la commune néerlandaise d'Eijsden-Margraten, dans la province du Limbourg. Le 1er janvier 2002, le hameau comptait 266 habitants.

## Histoire
Ancienne seigneurie appartenant au Principauté de Liège, le hameau de Breust fut une commune indépendante jusqu'au 6 mars 1828. À cette date, la commune fut supprimée et son territoire partagé au bénéfice des communes d'Eijsden et de Sint Geertruid.